# Трите сестри
Трите сестри (на испански: Cataratas las Tres Hermanas) е водопад в Югоизточно Перу, регион Хухин.
Намира се в планините Кордилера Ориентална, на река Рио Кутевирини, на 170 км западно от административния център на региона Уанкайо. Водопадът е част от Националния парк Отиши.
Височината на водопада е 914 м а широчината – 12 м. Дебитът на водата е от 1 м3/с до 6 м3/с. Влива се в езерото с дълбочина 4 м. Водопадът Трите сестри се намира на 1860 метра надморска височина.